# アス (新聞)
『ディアリオ・アス』（スペイン語: Diario AS）は、スペインで発行されている日刊スポーツ紙。
サッカー記事が中心であり、特にマドリード首都圏のサッカークラブであるレアル・マドリードやアトレティコ・マドリードの情報をカバーしている。全国紙の中ではもっともサッカースペイン代表の情報に強いとされている。
1967年創刊。首都マドリードに拠点を置いており、バルセロナ、ビルバオ、ア・コルーニャ、セビージャ、バレンシア、サラゴサに支局を置いている。2006年の発行部数は214,654部。同じくマドリードに本社を置くマルカ紙と直接的な競合関係にあり、マルカに次いでスペインで2番目に発行部数の多いスポーツ紙である。報道姿勢は、アスは批判的、マルカは保守的とされる。2012年5月には英語版ウェブサイト (AS English) を開設し、スペイン語版からの翻訳記事を掲載している。